# Danh sách thành phố tiểu bang Washington
Danh sách này bao gồm các thành phố thuộc về Tiểu bang Washington (Hoa Kỳ).

## A
- Aberdeen
- Airway Heights
- Algona
- Anacortes
- Arlington
- Asotin
- Auburn

## B
- Bainbridge Island
- Battle Ground
- Belfair
- Bellevue
- Bellingham
- Benton City
- Bingen
- Black Diamond
- Blaine
- Bonney Lake
- Bothell
- Bremerton
- Brewster
- Bridgeport
- Brier
- Buckley
- Burien
- Burlington

## C
- Camas
- Carnation
- Cashmere
- Castle Rock
- Centralia
- Chehalis
- Chelan
- Cheney
- Chewelah
- Clarkston
- Cle Elum
- Clyde Hill
- Colfax
- College Place
- Colville
- Connell
- Cosmopolis
- Covington

## D
- Davenport
- Dayton
- Deer Park
- Des Moines
- DuPont
- Duvall

## E
- East Wenatchee
- Edgewood
- Edmonds
- Ellensburg
- Elma
- Entiat
- Enumclaw
- Ephrata
- Everett
- Everson

## F
- Federal Way
- Ferndale
- Fife
- Fircrest
- Forks

## G
- George
- Gig Harbor
- Gold Bar
- Goldendale
- Grand Coulee
- Grandview
- Granite Falls

## H
- Harrington
- Hoquiam

## I
- Ilwaco
- Issaquah

## K
- Kahlotus
- Kalama
- Kelso
- Kenmore
- Kennewick
- Kent
- Keller
- Kettle Falls
- Kirkland
- Kittitas

## L
- La Center
- Lacey
- Lake Forest Park
- Lake Stevens
- Lakewood
- Langley
- Leavenworth
- Liberty Lake
- Long Beach
- Longview
- Lynden
- Lynnwood

## M
- Mabton
- McCleary
- Maple Valley
- Marysville
- Medical Lake
- Medina
- Mercer Island
- Mesa
- Mill Creek
- Milton
- Monroe
- Montesano
- Morton
- Moses Lake
- Mossyrock
- Mountlake Terrace
- Mount Vernon
- Moxee
- Mukilteo

## N
- Napavine
- Newcastle
- Newport
- Nooksack
- Normandy Park
- North Bend
- North Bonneville

## O
- Oak Harbor
- Oakville
- Ocean Shores
- Okanogan
- Olympia
- Omak
- Oroville
- Orting
- Othello

## P
- Pacific
- Palouse
- Pasco
- Pateros
- Pomeroy
- Port Angeles
- Port Orchard
- Port Townsend
- Poulsbo
- Prosser
- Pullman
- Puyallup

## Q
- Quincy

## R
- Raymond
- Redmond
- Renton
- Republic
- Richland
- Ridgefield
- Ritzville
- Rock Island
- Roslyn
- Roy
- Royal City

## S
- Sammamish
- SeaTac
- Seattle
- Sedro-Woolley
- Selah
- Sequim
- Shelton
- Shoreline
- Snohomish
- Snoqualmie
- Soap Lake
- South Bend
- Spanaway, Washington
- Spokane
- Spokane Valley
- Sprague
- Stanwood
- Stevenson
- Sultan
- Sumas
- Sumner
- Sunnyside

## T
- Tacoma
- Tekoa
- Tenino
- Toledo
- Tonasket
- Toppenish
- Tukwila
- Tumwater

## U
- Union Gap
- University Place

## V
- Vader
- Vancouver

## W
- Waitsburg
- Walla Walla
- Wapato
- Warden
- Washougal
- Wenatchee
- Westport
- West Richland
- White Salmon
- Winlock
- Woodinville
- Woodland
- Woodway

## Y
- Yakima
- Yelm

## Z
- Zillah